# فيونبار فاريل
فيونبار فاريل (مواليد 3 مارس 1945) هو مبارز بالسيف من جمهورية أيرلندا، مثّل بلاده في الألعاب الأولمبية الصيفية 1968.

## روابط خارجية
فيونبار فاريل على موقع أوليمبيديا (الإنجليزية)